# Юделевич, Михаил Львович
Михаил Львович Юделевич (Михась Юделевич; 1914—1941) — советский белорусский писатель, драматург, театральный критик.

## Биография
Михаил Юделевич Родился 20 апреля 1914 года в посёлке Смолевичи (ныне Минская область) в семье кустаря. Он был шестым ребёнком в семье. В середине 1920-х годов они семья переехала в Минск. После окончания средней школы в Минске (1929) работал на стелольном заводе. Был актёром в Минском театре рабочей молодежи (1929—1931), студентом Государственного института искусства в Москве (1931—1935). После окончания учёбы вернулся в Минск. В 1935—1940 годах — сотрудник редакции газеты «Літаратура і мастацтва», заведующий отделом театра Управления по делам искусств при Совнаркоме БССР. В 1937 году женился на Нине Ельяшкевич, через два года у них родилась дочь. С 1940 года в Советской Армии, участвовал в Советско-финской и в Великой Отечественной войнах. Погиб в 1941 году на фронте.

## Творчество
Литературную деятельность начал в 1929 году. Один из авторов коллективной пьесы «Першы штандар» («Первый штандарт»; опубликована и поставлена в 1930). В 1932 году написал пьесу «Земля горит», которая ставилась на радио. Автор инсценировки «Как закалялась сталь» по одноимённому роману Н. Островского (1937), либретто оперы «Павка Корчагин» (музыка П. Подковырова, ставилась после войны в консерватории как студенческий спектакль). Переводил на русский язык отдельные произведения белорусской драматургии, в том числе пьесу И. Гурского «Сваты» (1937), составил сборник «Одноактные пьесы» для самодеятельной сцены (1937).